# Oxira owgarra
Oxira owgarra är en fjärilsart som beskrevs av Bethune-Baker 1908. Oxira owgarra ingår i släktet Oxira och familjen nattflyn. Inga underarter finns listade i Catalogue of Life.